# Dasyhesma aurea
Dasyhesma aurea är en biart som beskrevs av Exley 2004. Dasyhesma aurea ingår i släktet Dasyhesma och familjen korttungebin. Inga underarter finns listade i Catalogue of Life.

## Bildgalleri

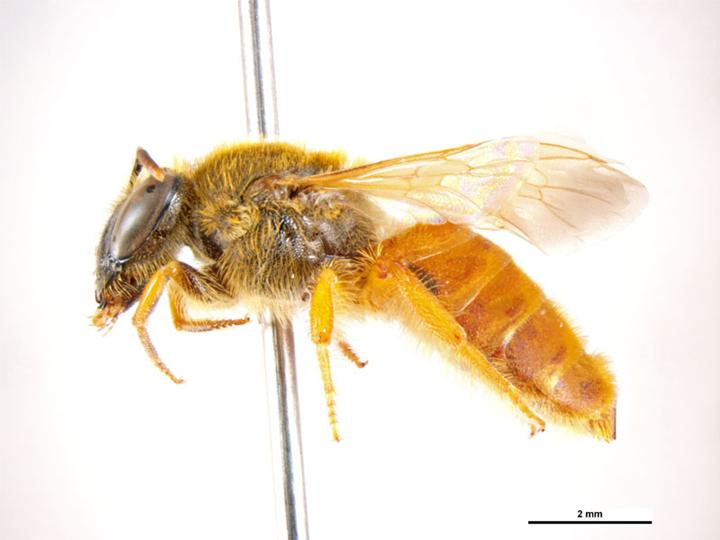
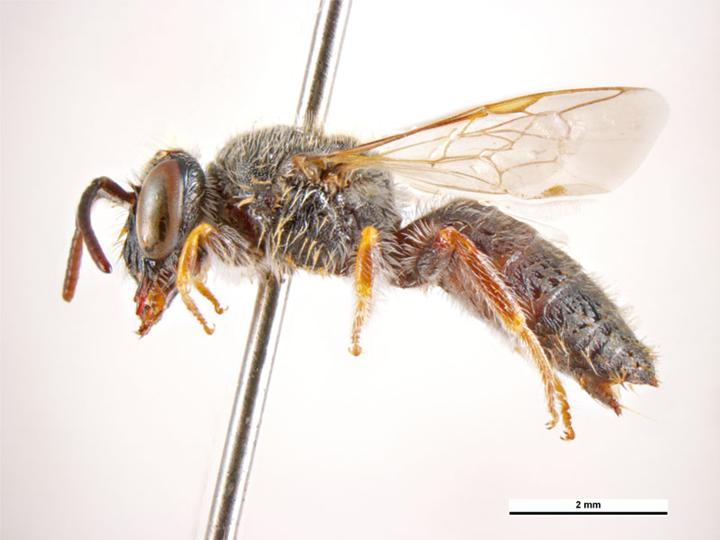